# Хуравый, Павел
Павел Хуравый ((ˈpavɛl ˈxuraviː), род. 22 апреля 1977 года в Либереце) — чешский двоеборец, участник трёх Олимпийских игр.
В Кубке мира Хуравый дебютировал в 2000 году, в январе 2002 года впервые попал в тройку лучших на этапе Кубка мира. Всего на сегодняшний момент имеет 4 попадания в тройку лучших на этапах Кубка мира, все в личных соревнованиях. Лучшим достижением в итоговом зачёте Кубка мира для Хуравого является 7-е место в сезоне 2009-10.
На Олимпиаде-2002 в Солт-Лейк-Сити стал 9-м в командной гонке, 16-м в индивидуальной гонке и 15-м в спринте.
На Олимпиаде-2006 в Турине стартовал в трёх дисциплинах: командные соревнования - 8-е место, индивидуальная гонка - 21-е место, спринт - 31-е место.
На Олимпиаде-2010 в Ванкувере стал 8-м в команде, кроме того занял 12-е место в соревнованиях с нормального трамплина + 10 км и 5-е место в соревнованиях с большого трамплина + 10 км.
За свою карьеру участвовал в шести чемпионатах мира, лучший результат - 6-е место в командных соревнованиях на чемпионате мира 2009 в Либереце.
Использует лыжи производства фирмы Fischer.